# 慶應義塾體育會アメリカンフットボール部
慶應義塾體育會アメリカンフットボール部（けいおうぎじゅくたいいくかい アメリカンフットボールぶ, 英語: Keio American football team）は、慶應義塾大学のアメリカンフットボール部である。愛称はUNICORNS（ユニコーンズ）で、戦前の旧大講堂バルコニーに設置されていたユニコン像に由来する。

## 概要
1935年にクラブ組織として創設して、東京学生米式蹴球競技連盟に加盟したが、その後、太平洋戦争の激化に伴って終戦の年である1945年まで活動を停止した。
1947年に関東学生リーグで優勝、同年から始まった第1回甲子園ボウルで同志社大学を破り、甲子園ボウルの初代王者となった。同甲子園ボウルには、第3・4・5回大会にも出場し、第3回大会で2度目の王者となった。
1999年に2部リーグに降格したが、翌2000年に1部リーグに復帰した。なお、早稲田大学とは長らく定期戦（早慶戦）を実施している。

## 備考
- 2019年8月の夏合宿において、複数部員の部内でののぞきや盗撮等の不祥事が発覚したため、同年10月、関東学生アメリカンフットボール連盟により、同アメフト部の同シーズン途中の公式戦出場の棄権、及び2020年度シーズンの関東一部リーグTOP8から一部下位リーグBIG8への自動降格が決定した[3][4]。2020年3月4日、自粛を解除した[5]。
- 2023年4月の遠征試合の帰路、複数部員の飲酒が確認され、先の不祥事により改訂された部の規定により24人が退部処分となり、部活動自体も無期限活動停止処分となった[6]。